# Harry Kramer
Pour les articles homonymes, voir Kramer.
Harry Kramer, né le 25 janvier 1925 à Lingen (Allemagne) et mort le 20 février 1997 à Cassel (Allemagne), est un sculpteur, chorégraphe et danseur allemand, également professeur d'art à l'école des beaux-arts de Cassel.
Il est surtout connu pour ses sculptures cinétiques du début des années 1960.
Il ne doit pas être confondu avec son homonyme américain Harry Kramer (en). 